# Mokil Village
Mokil Village är en ort i Mikronesiska federationen.   Den ligger i kommunen Mokil Municipality och delstaten Pohnpei, i den östra delen av landet, 180 km öster om huvudstaden Palikir. Mokil Village ligger 8 meter över havet och antalet invånare är 177.
Terrängen runt Mokil Village är mycket platt.  Det finns inga andra samhällen i närheten. 